# Virtuelle Beratungsstelle
Mit der Eröffnung einer virtuellen Beratungsstelle können Beratungsstellen und -organisationen ihre Erreichbarkeit speziell für solche Menschen verbessern, die aufgrund ihrer Lebensumstände (z. B. Immobilität, Gehemmtheit aufgrund tabuisierter oder schambesetzter Probleme) bei der Kontaktaufnahme und Inanspruchnahme einer „tradierten“ face-to-face (f-2-f)-Beratung eingeschränkt sind.

## Definition
Eine virtuelle Beratungsstelle ist das internetbasierte Äquivalent einer Real-Life-Beratungseinrichtung. Die Beratungsgespräche finden nicht face-to-face, sondern technisch vermittelt statt. Je nach eingesetztem Kommunikationsmittel ist die Kommunikation synchron (Chatberatung) oder asynchron (E-Mail-/Forenberatung) und richtet sich an Einzelpersonen, kleinere Gruppen wie Familien oder größere Gruppen der jeweiligen Klientel. Eine virtuelle Beratungsstelle stellt eine geschlossene technische Konstruktion dar, die sie damit von reinen internetgestützten Kontaktangeboten abgrenzt (z. B. E-Mail-Adresse auf der Webseite einer Beratungsstelle, Einbindung eines IRC-Channels, der auch von Beratenden aufgesucht wird).

## Instrumente
Die Beratungskommunikation wird vorwiegend mit schriftbasierten Instrumenten realisiert, aber auch sprach- und bildgestützte Medien können zum Einsatz kommen. Der Einsatz der Instrumente richtet sich danach, welche Zielgruppen man erreichen möchte und wie niedrigschwellig das Beratungsangebot sein soll. Die populärste Kommunikationsform ist die E-Mail-Beratung, also der Austausch elektronischer Briefe über virtuelle Postfächer von Beratenden und Ratsuchenden. Mit dem Medium E-Mail sind heute Ratsuchende aller Altersgruppen gut vertraut, während die Beratung per Chat vor allem dazu geeignet ist, Jugendliche und junge Erwachsene zu erreichen. Neuere Entwicklungen beziehen die häufig tägliche Nutzung des Smartphones mit ein. So werden z. B. Apps für Beratungsangebote bereitgestellt. Ein weiteres Instrument sind Foren, in denen Beratungsleistungen in einem öffentlichen Kontext erbracht werden können. Es gibt auch Plattform, die mehrere solcher Instrumente kombinieren und heute insbesondere im B2B-Bereich eingesetzt werden.

### E-Mailberatung
Diese Beratungsart ist gekennzeichnet durch dyadische, asynchrone Kommunikation. Die/der Ratsuchende verfasst eine Anfrage, die in einem virtuellen Briefkasten abgelegt und dort von der Beraterin/dem Berater abgeholt und beantwortet wird.

### Einzelchatberatung
Bei der Einzelchatberatung werden Beratungsgespräche (synchrone Kommunikation) in einem virtuellen Sprechzimmer realisiert. Diese Beratungsart eignet sich für vertrauliche Einzelgespräche, aber auch für die Beratung kleinerer Gruppen, z. B. im Rahmen einer Paar- oder Familienberatung.

### Gruppenchatberatung
Die Gruppenchatberatung richtet sich an größere Gruppen von Ratsuchenden. Sie ist besonders niedrigschwellig, da Teilnehmende sich nicht zwingend aktiv einbringen müssen, sondern sich auf einen Beobachterstatus beschränken können. Beratende sind in einem Gruppenchat parallel auch in der Rolle des Moderators.

### Forenberatung
In der Forenberatung wird mit virtuellen „schwarzen Brettern“ gearbeitet, auf denen Ratsuchende ihr Anliegen einstellen und die Antworten anderer Forenteilnehmer und am Forum teilnehmender Beratender lesen können. Hier kommt es dann meist zu einer Verknüpfung von Selbsthilfe und professioneller Beratung.
Des Weiteren können zum Umfang einer virtuellen Beratungsstelle auch Instrumente zur Beratungsdokumentation und Klientenverwaltung gehören sowie interne Bereiche zum kollegialen Austausch (z. B. Channel oder Foren nur für Beratende) und Wissensmanagementsysteme, die für Ratsuchende und/oder Beratende zum Beispiel Literaturempfehlungen, Linksammlungen oder auch digitale Fassungen von Einrichtungsbroschüren enthalten. Auch Formulare zum Einzug von Onlinespenden sind in virtuellen Beratungsstellen anzutreffen.

## Einsatzgebiete und Zielgruppen
Eine virtuelle Beratungsstelle kann neben der Beratung im Sinne der Intervention auch für Prävention und Nachsorge eingesetzt werden. Ergänzend kann eine virtuelle Beratungsstelle auch als Selbsthilfetreffpunkt (Forum, Gruppenchat) für Ratsuchende genutzt werden.
Für manche Menschen ist der Besuch einer f-2-f-Beratung mit hohen Hürden verbunden oder sogar versperrt. Diese Zielgruppen profitieren besonders von der Möglichkeit, in virtuellen Beratungsstellen Hilfe zu erhalten. Zu denken ist dabei an Ratsuchende
- die aus Angst oder Scham eine Distanz zum Berater benötigen (psychischer Schutz)
- deren körperliche Mobilität es nicht zulässt, den Weg zu einer Beratungsstelle zu bewältigen
- die lokal keine Beratung in Anspruch nehmen können/wollen
- die im fremdsprachigen Ausland leben und eine Beratung in ihrer Muttersprache wünschen
- die wenig oder keine Zeit haben, sich nach Öffnungszeiten und Sprechstunden zu richten
- mit klarer Fragestellung, aber großen Aufwand scheuen
- eine gelegentliches Coaching suchen, bspw. als Begleitung zu einer ambulanten Therapie
- die lieber schreiben als reden
- die generell viel Zeit im Internet verbringen

Für Beratung im Sinne der Intervention sind vertrauliche Beratungsarten wie die E-Mail- und Einzelchatberatung am besten geeignet. Öffentliche oder halböffentliche Beratungsarten wie die Gruppenchat- und Forenberatung eignen sich eher für den Einsatz in der Prävention oder für eine erste Kontaktanbahnung, die später im Rahmen einer vertraulichen Beratung vertieft wird.

## Verhältnis zur face-to-face-Beratung
Face-to-face- und Onlineberatung werden von ihren Anbietern in aller Regel nicht konkurrierend, sondern komplementär eingesetzt. Der Besuch einer virtuellen Beratungsstelle kann u. U. den Besuch einer f-2-f-Beratungsstelle ersetzen, keinesfalls jedoch den Besuch einer Arzt- oder Psychotherapeutenpraxis. Eine Onlineberatung ist aufgrund der (relativen) Anonymität und dem Wegfall nonverbaler Kommunikation für Ratsuchende i. d. R. niedrigschwelliger als eine f-2-f-Beratung, was jedoch im Einzelnen von der technischen Anmelde- und Beratungsprozedur (obligatorisch abgefragte Personendaten) abhängt. Vielfach wird die Online-Beratung als eine niedrigschwellige Ergänzung des Regelangebotes der f-2-f-Beratung bzw. als zusätzlicher Zugangsweg in die sozial-räumlich vernetzte Angebotspalette der f-2-f-Beratungsstelle eingesetzt. Die Kombination von Elementen der Online- und f-2-f-Beratung kann als Blended Councelling die Vorteile der jeweiligen Beratungsform nutzen. Ein Beispiel ist das Drogenberatungsprogramm „Rauchmelder.Beratung.App.Community“ in Frankfurt am Main.

## Datenschutz
In einer virtuellen Beratungsstelle muss sichergestellt sein, dass Beratungsinhalte genauso sicher geschützt sind wie in einer f-2-f-Beratungsstelle. Aus den Risiken, die sich bei der Reise vertraulicher Daten durch das Internet ergeben, ist ersichtlich, dass das Setzen eines einfachen mailto:-Links auf der Website einer Einrichtung nicht mit der Eröffnung einer virtuellen Beratungsstelle gleichgesetzt werden kann. Vielmehr gilt heute als obligatorisch, die Datenübermittlung zu verschlüsseln (z. B. durch Einsatz SSL-verschlüsselter HTML-Webmail). Für Beratende ist es wichtig, für potentielle Risiken (z. B. Social Engineering) sensibilisiert zu sein.

## Beispiele virtueller Beratungsstellen
Virtuelle Beratungsstellen können von freiberuflich Beratenden, Einrichtungen und Verbänden angeboten werden. Dabei können sich sowohl verschiedene Einrichtungen eine gemeinsame virtuelle Beratungsstelle teilen, als auch verschiedene virtuelle Beratungsstellen sich zusammenschließen (in diesem Fall spricht man von einem Beratungsportal).